# يلمة ساليان (المزرعة الشمالية)
یلمة سالیان (بالفارسية: یلمه‌سالیان) هي قرية تقع في إيران في قسم المزرعة الشمالیة الريفي. يقدر عدد سكانها بـ 3,263 نسمة .